# Brigitte Weisleitner
Brigitte Weisleitner (* 11. Januar 1973 in Kitzbühel) ist eine ehemalige österreichische Biathletin.
Brigitte Weisleitner lebt in Waidring und arbeitet als Sekretärin. Die für den SC Waidring startende Athletin begann 1993 mit dem Biathlonsport. Im selben Jahr debütierte die Österreicherin in Bad Gastein im Biathlon-Weltcup und belegte Rang 65 in einem Einzel. Erste Punkte sammelte sie als 24.-Platzierte auf derselben Strecke ein Jahr darauf. 1995 trat Weisleitner in Antholz bei ihren ersten Biathlon-Weltmeisterschaften an und wurde 29. im Einzel und 33. im Sprint. Das erfolgreichste Weltcupwochenende der Sportlerin lief sie 1996 in Osrblie. Mit einem fünften Rang im Einzel und Platz 10 im Sprint erreichte sie ihre besten Ergebnisse in Einzelrennen. Aufgrund der fehlenden Athletinnendecke in Österreich trat sie in ihrer Karriere nie in einem Staffelrennen an. Die Biathlon-Weltmeisterschaften 1996 in Ruhpolding wurden Weisleitners letzte Weltmeisterschaften und brachten ihr als bestes Ergebnis Rang 30 im Einzel. Zwischen 2000 und 2002 trat sie bei drei Europameisterschaften an und erreichte bei ihren letzten Kontinentalmeisterschaften in Kontiolahti als Zwölfte im Einzel ihr bestes Resultet. Am Holmenkollen in Oslo lief die Österreicherin beim Saisonfinale 2002 ihre letzten Rennen im Weltcup und beendete danach ihre Karriere. Ihr letztes Rennen, einen Verfolger, musste sie vorzeitig beenden, nachdem sie von Magdalena Forsberg überholt wurde. Bis 2002 war die Heeressportlerin Teil des Heeressportzentrums des Österreichischen Bundesheers.

## Biathlon-Weltcup-Platzierungen
Die Tabelle zeigt alle Platzierungen (je nach Austragungsjahr einschließlich Olympische Spiele und Weltmeisterschaften).
- 1.–3. Platz: Anzahl der Podiumsplatzierungen
- Top 10: Anzahl der Platzierungen unter den ersten zehn (einschließlich Podium)
- Punkteränge: Anzahl der Platzierungen innerhalb der Punkteränge (einschließlich Podium und Top 10)
- Starts: Anzahl gelaufener Rennen in der jeweiligen Disziplin

| Platzierung              | Einzel | Sprint | Verfolgung | Massenstart | Staffel | Gesamt |
| ------------------------ | ------ | ------ | ---------- | ----------- | ------- | ------ |
| 1. Platz                 |        |        |            |             |         |        |
| 2. Platz                 |        |        |            |             |         |        |
| 3. Platz                 |        |        |            |             |         |        |
| Top 10                   | 1      | 1      |            |             |         | 2      |
| Punkteränge              | 6      | 4      | 1          |             |         | 11     |
| Starts                   | 32     | 43     | 13         |             |         | 88     |
| Stand: nach Karriereende |        |        |            |             |         |        |